# Myéline
Ne doit pas être confondu avec Méline.
| Dendrite Soma Axone Noyau Nœud de Ranvier Terminaison axonale Cellule de Schwann Myéline |

La myéline est une membrane spécialisée des cellules gliales myélinisantes du système nerveux (les cellules de Schwann pour le système nerveux périphérique et les oligodendrocytes pour le système nerveux central), qui s'enroule autour des axones des neurones et permet leur isolation. Ceci induit l'accélération de la vitesse de conduction des potentiels d'action, et l'apparition d'une conduction saltatoire.

## Histoire
Le terme a été inventé en 1854 par le médecin pathologiste Rudolf Virchow, sans doute par analogie avec la substance blanchâtre et molle de la moelle osseuse.

### Histoire évolutive
La myéline serait apparue chez les vertébrés gnathostomes il y a environ 360 millions d'années sous l’effet d'un rétrovirus. Un rétrotransposon (nommé « RétroMyéline ») laissé par ce virus dans le génome de l'hôte est transcrit en une séquence d’ARN qui régule la production de myéline par les oligodendrocytes,.

## Structure, composition

### Structure

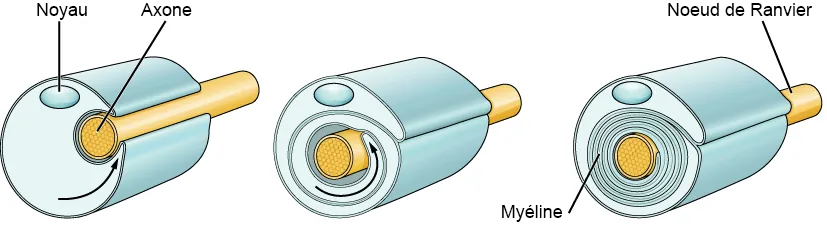
Structure de la myéline autour d'un nœud de Ranvier

Sur un axone myélinisé, on peut observer la succession, après le segment axonal initial, de l'alternance de segments axonaux enrobés de myéline (les internœuds), et de segments amyéliniques correspondant aux nœuds de Ranvier. Dans le système nerveux central, un oligodendrocyte myélinise plusieurs internoeuds situés sur des axones différents tandis que dans le système nerveux périphérique, une cellule de Schwann myélinise un unique internœud. Aux extrémités de chaque internœud, se situe une zone appelée paranœud, où la gaine de myéline s'insère sur l'axone.
Deux états de la myéline existent : la myéline compacte, et la myéline libre, correspondant à des degrés d'organisation différents. Dans les zones de myéline compacte, le cytoplasme est virtuellement exclu, permettant l'apposition étroite des feuillets membranaires, réalisant un aspect multilamellaire, caractéristique, observable en microscopie électronique, et décrit pour la première fois en 1953. En conditions normales, la majorité de l'internœud est constituée de myéline compacte, la myéline libre, contenant du cytoplasme étant trouvée au niveau des languettes cytoplasmiques internes et externes (partie la plus interne/externe de la gaine) et aux extrémités des internoeuds, sous forme de boucles qui s'insèrent sur l'axone, réalisant les jonctions paranodales.

### Composition moléculaire

#### Lipides
La myéline est, comme toutes les membranes biologiques, constituée d'une bicouche lipidique dans laquelle s'insèrent des protéines. Elle présente cependant un exceptionnel enrichissement en lipides comparativement aux membranes d'autres types cellulaires : les lipides représentent habituellement 30 à 40 % de la masse d'une membrane, contre 70 à 85 % pour la myéline. Les principaux groupes de lipides de la myéline sont le cholestérol, les phospholipides et les glycosphingolipides (galactosylceramide et sulfatide), dans des proportions respectives de 40, 40 et 20 %. Les plasmalogenes sont un groupe minoritaire mais fonctionnellement important,.

#### Protéines
La composition protéique de la gaine de myéline diffère légèrement entre le système nerveux central et périphérique, certaines protéines comme la PLP (« Proteo Lipid Protein ») ou la protéine MOG sont spécifiques du système nerveux central, d'autres comme P0 et PMP22 du système nerveux périphérique. D'autres protéines comme la MBP (« Myelin Basic Protein »), la CNPase, la protéine MAG sont communes aux deux systèmes,.

## Rôle et localisation
Les cellules de Schwann enrobent les axones des fibres nerveuses du système nerveux périphérique. Au niveau de nombreuses fibres (mais pas toutes), ces cellules sont aplaties et leur membrane plasmique est enroulée autour des axones. Les cellules de Schwann forment alors un long manchon discontinu appelé la « gaine de myéline », qui peut présenter jusqu'à 300 couches de membrane. La gaine de myéline permet d'augmenter la vitesse de propagation de l'influx nerveux le long de ces fibres nerveuses, pouvant alors se propager de 10 à 75 m/s : en effet, entre chaque partie myélinisée de l'axone se trouve une partie « à nu » de l'axone qui, elle, est conductrice. On appelle cet endroit un nœud de Ranvier. Ainsi, l'influx saute d'un nœud de Ranvier à l'autre le long de l'axone, ce qui lui permet de parcourir le même trajet en un temps moindre. C'est ce que l'on nomme la « conduction saltatoire ». Dans le corps humain, ce mode de conduction est utilisé là où la vitesse d'un influx doit être rapide. Les nerfs qui se dirigent vers les muscles squelettiques, par exemple, sont faits de fibres myélinisées à conduction saltatoire.
Outre son rôle d'isolant et d'accélérateur de la vitesse de propagation du potentiel d'action, la myéline a un rôle nutritif en apportant des nutriments à l'axone.
La gaine de myéline est apparue il y a 425 millions d'années chez les placodermes.

## Affections démyélinisantes ou impliquant la myéline
- Adrénoleucodystrophie
- Leucodystrophie métachromatique
- Polynévrite
- Sclérose en plaques
- Maladie de Charcot-Marie-Tooth
- Syndrome de Guillain-Barré
- Maladie de Niemann-Pick
- Neuropathie héréditaire avec hypersensibilité à la pression
- Phénylcétonurie
- Misophonie
- Encephalomyelite aiguë disséminée